# لينزي روزينوالد
الدكتو لينزي روزينوالد هو مؤسس ورئيس مجموعة باراماونت الكبيرة للشركات، والمتخصصة في إدارة الأصول، الاستثمارات المصرفية، رأسمال المال الاستثماري والاستثمار المباشر ضمن صناعة العلوم الحياتية والتقانة الحيوية. تُدير مجموعة باراماونت الكبيرة المحدودة أصول المستثمر من خلال الصناديق التحوطية المحلية والبعيدة عن المخاطرة، فضلاً عن الأسهم الخاصة. وباراماونت كابيتال المحدودة عضوٌ وسيطٌ تاجرٌ في فنرا، متخصصٌ في إجراء اكتتاب خاص لمراحل التنمية الخاصة والعامة لشركات التقانة الحيوية. استثمارات باراماونت الرأسمالية، ذات المسؤولية المحدودة هي منظمة رأس المال المغامر الذي يأخذ حصة غالبة في الشركات العامة والخاصة، بما في ذلك الشركات المبتدئة والشركات المتعثرة بدورها حولها. وأما باراوماونت للعلوم البيولوجية، فهي شركة تطوير صيدلية دولية، وبنك استثمار رعاية صحية. بالإضافة إلى ذلك، د. روزينوالد عضوٌ في «العضو المدير لصندوق أوريون الطبي الحيوي» و«LP وصندوق أوريون الطبي الحيوي الخارجي»، LP، والتي تشارك جميعاً في التمويل.
لأكثر من عشرين عاماً، بقي د. روزينوالد سيد أعمال في وول ستريت للتقنية الحيوية، ومؤسِّسة ومُعيدة لتمويل الكثير من شركات التقنية الحيوية العامة والخاصة وعلوم الحياة. لقد انضمت إلى ملف شركات باراماونت ثلاث كيانات كيميائية جديدة صادقت عليها إدارة الغذاء والدواء الأمريكية (FDA) كما أنها تمتلك حالياً العشرات من المركبّات الكيميائية في التجارب السريرية. إحدى شركات الملف، هي شركة بولاآرإكس المحدودة للمركبّات البيولوجية الصيدلانية، تلقّت مصادقة تسويقية نهائية على عقار اللوكيميا (أكسيد الزرنيخ الثلاثي)، وبعد 30 شهراً فقط من معالجة أول مريض خلال تجربة شراكة طبية، وهذا يُعدّ رقم قياسي في هذه الصناعة. بالإضافة إلى تمويله لشركة كوجر للتقانة الحيوية، قام روزينوالد بتمويل سايبرس المحدودة للعلوم البيولوجية، شركة برادلي المحدودة، جنتا المحدودة، ائتلاف ريبلاين، مختبرات ديسكفري المحدودة، آفن المحدودة، إنديفس الدوائية المحدودة، ائتلاف كارديوم الصيدلانية، تكنولوجيات نيوز المحدودة، علم تداوي الخلية المحدودة، بيوكريست الصيدلانية المحدودة، هدسون للعلوم الصحية المحدودة

## النشأة
تخرج د. روزينوالد من مدرسة أبنغتون الواقعة في جنوب شرق بنسلفانيا في العام 1973. ومن ثمّ ارتاد جامعة ولاية بنسلفانيا ليتخرج منها في العام 1977 بتخصص رئيسي في المالية والاقتصاد بدرجة تخرج ألفا غاما سيجما. ثم عمل كمستشار إداري مستقل لشركات الرعاية الصحية من العام 1977 وحتى العام 1979 قبل الالتحاق بكلية طب جامعة تيمبل. وقد أمضى بعد تخرجه من تيمبل في العام 1983 فترة تدريب في مستشفى أبنغتون الطبي، حيث بقي في الممارسة الطبية الخاصة حتى العام 1986، حيث انتقل في ذلك الوقت إلى وول ستريت ليعمل كمحلل فيزيائي مالي، متخصصاً بتوليفة من الحقول التي كانت تُشكّل مفخرة، من بين حقول قليلة، في ذلك الوقت.

## السيرة المهنية
في العام 1988، أصبح الدكتور لينزي روزينوالد المدير التنفيذي لتمويل شركات دي إتش بلير، وهي شركة استثمارية مملوكة للقطاع الخاص. حيث ترأس فريقاً مكوناً من ثلاثة أطباء خبراء ماليين ممن بحثوا في المجتمع الطبي عن أحدث التطورات التي يمكن أن تُسوّق بمساعدة استثمار خاص.